# Bernard Whiteman
Bernard "Ben" Denzil Whiteman  (20 de agosto de 1954) es un político de Curazao. Fue Primer Ministro de Curazao desde septiembre de 2015 hasta diciembre de 2016. Sucedió a Ivar Asjes, después de que Asjes dimitiera al haber perdido la confianza de su partido. Whiteman prestó juramento como Primer Ministro el 1 de septiembre de 2015. También fue Ministro de Salud Pública, Medio Ambiente y Naturaleza desde el 31 de diciembre de 2012 en el Gabinete Asjes y en el Gabinete Hodge antes de asumir el cargo, manteniendo el cargo después de convertirse en primer ministro.

## Primer ministro
Whiteman asumió como Primer Ministro con la intención de permanecer en el cargo durante tres meses, para que su partido pudiera buscar un sucesor. El 29 de octubre de 2015, se anunció que Whiteman permanecería hasta las elecciones de 2016 . El gabinete de Whiteman dimitió el 9 de noviembre de 2015 tras perder la mayoría parlamentaria cuando Marilyn Moses retiró su apoyo. Una semana después, Whiteman anunció que había formado una nueva coalición, tras la entrada del Partido de las Antillas Reestructuradas (PAR). El PAR ocupó dos escaños en los Estados y se le permitió designar al nuevo Ministro de Economía. El nuevo gabinete comenzó a funcionar el 30 de noviembre de 2015
En febrero de 2016, Whiteman reveló que en 2014 estuvo a punto de ser asesinado mientras descansaba en su balcón.